# كورمو (أين)
كورمو (بالفرنسية: Cormoz)‏ هي بلدية فرنسية تقع في إقليم الأين في فرنسا. رمز إنسي لها هو:1124. أما الرمز البريدي لها فهو: 1560.